# Elumiana amplipennis
Elumiana amplipennis är en insektsart som först beskrevs av Bruner, L. 1920.  Elumiana amplipennis ingår i släktet Elumiana och familjen vårtbitare. Inga underarter finns listade i Catalogue of Life.